# Cogapacori
Cogapacori (Kogapakori, Nanti), pleme američkih Indijanaca porodice Arawakan, uže skupine Nanti,  naseljeno u tropskoj šumi uz rijeke Camisea i Timpia u Peruu. Polunomadski lovci, sakupljači i ribari. Ima ih nekoliko stotina, najviše 600 (2002.).  Ime Cogapacori dano im je od Machiguenga, i moguće obuhvaća uz izolirane i nekontaktirane ili slabo kontaktirane šumske Machiguenge i srodne aravačke skupine u područjima rijeka Camisea, Timpia, Ticumpinea i Manu. Ove skupine Machiguenge ne smatraju prijateljima i smatraju ih 'divljacima' i 'ubojicama'. Govore jezik nanti kojim se služe i srodni Machiguenga.

## Vanjske poveznice
- The Camisea Nanti Project 2002
- Nanti  Arhivirana inačica izvorne stranice od 2. siječnja 2012. (Wayback Machine)